# George Egerton
George Le Clerc Egerton, né le 17 octobre 1852 et mort le 30 mars 1940, est un amiral de la Royal Navy.
Il participe à la Première Guerre mondiale et devient Second Sea Lord.